# SentinelOne
SentinelOne est une entreprise américaine spécialisée en cybersécurité dont le siège social est situé à Mountain View en Californie,. La société a été fondée en 2013 par Tomer Weingarten, Almog Cohen et Ehud Shamir. Tomer Weingarten est le CEO de l'entreprise,, Nicholas Warner est le COO. Almog Cohen n'a plus de rôle actif dans l'entreprise. La société compte environ 970 employés et des bureaux à Mountain View, Boston, Tokyo et Tel Aviv,,. La plate-forme de l'entreprise utilise l'apprentissage automatique pour surveiller les ordinateurs personnels, les appareils IoT et les plateformes cloud,. Elle utilise un modèle heuristique implémenté dans son IA comportementale brevetée. L'entreprise est certifiée AV-TEST,.

## Financement
En juin 2019, SentinelOne a levé 120 millions $ dans le cadre d'un tour de table de série D mené par Insight Partners. La société a levé un financement supplémentaire de 200 millions $ de série E en février 2020  qui a porté sa valorisation à environ 1,1 milliard $,. En 2020, SentinelOne a clos un nouveau tour de table pour 267 millions $, portant sa valorisation totale à 3,1 milliard $. Le 30 juin 2021, SentinelOne a réalisé une première offre au public de titres financiers sur le NYSE, levant 1,2 milliard $.

## Acquisitions
En février 2021, SentinelOne a annoncé l'acquisition de la société Scalyr, plate-forme américaine d'analyse de données à l'échelle d'un cloud, pour un montant de 155 millions $ en espèces et en actions.

## Parrainages
Depuis 2021, SentinelOne est le sponsor officiel en cybersécurité d'Aston Martin Cognizant F1 Team.